# Astragalus ellipsoideus
Astragalus ellipsoideus es una especie de planta del género Astragalus, de la familia de las leguminosas, orden Fabales.

## Distribución
Astragalus ellipsoideus se distribuye por China (Gansu, Nei Mongol, Ningxia, Qinghai, Xinjiang), Siberia, Kazajistán (Semipalatinsk, Vostochno-Kazakhstanskaya) y Mongolia (Dornogovi, Govi-Altai, Khovd, Umnu-Govi, Uvurkhangai).

## Taxonomía
Fue descrita científicamente por Ledeb. Fue publicado en 
Flora Altaica 3: 319 (1831).
Sinonimia
- Astragalus transiliensis Gontsch.
Astragalus ellipsoideus kuldshensis Basil.
Astragalus ellipsoideus elongatus Ledeb.